# Penthimia compacta
Penthimia compacta är en insektsart som beskrevs av Walker 1851. Penthimia compacta ingår i släktet Penthimia och familjen dvärgstritar. Inga underarter finns listade i Catalogue of Life.